# Dorcus alexisi
Dorcus alexisi es una especie de coleóptero de la familia Lucanidae.

## Distribución geográfica
Habita en Chipre.